# Āndimatam
Āndimatam är en ort i Indien.   Den ligger i distriktet Ariyalur och delstaten Tamil Nadu, i den södra delen av landet, 1 900 km söder om huvudstaden New Delhi. Āndimatam ligger 73 meter över havet och antalet invånare är 6 633.
Terrängen runt Āndimatam är platt. Runt Āndimatam är det tätbefolkat, med 356 invånare per kvadratkilometer. Närmaste större samhälle är Jayamkondacholapuram, 13,8 km söder om Āndimatam. Trakten runt Āndimatam består till största delen av jordbruksmark.